# Salvador do Sul
Salvador do Sul, amtlich portugiesisch Município de Salvador do Sul, ist eine Gemeinde im Bundesstaat Rio Grande do Sul in Brasilien. Das Munizip hatte nach der Volkszählung 2010 6747 Einwohner, die Salvadorenser genannt werden. Sie steht nach Bevölkerungszahl an 213. Stelle der 497 Munizipien in Rio Grande do Sul. Die Einwohnerzahl wurde nach der Schätzung des IBGE vom 1. Juli 2021 auf 7975 Bewohner anwachsend berechnet. Die Fläche beträgt rund 99 km² (2021); die Bevölkerungsdichte liegt bei 68 Personen pro km².
Die Kleinstadt liegt 93 km nordwestlich von der Landeshauptstadt Porto Alegre in der Region Vale do Caí der Serra Gaúcha.

## Geographie
Angrenzende Gemeinden sind São Pedro da Serra, Barão, São José do Sul, Poço das Antas und Tupandi.

### Vegetation
Das Klima ist vorherrschend tropisch/subtropischer Natur, dem sogenannten Atlantischen Regenwald.

### Klima
Die Gemeinde hat tropisches, gemäßigtes und warmes Klima, Cfa nach der Klimaklassifikation nach Köppen und Geiger. Die Durchschnittstemperatur ist 17,8 °C. Die durchschnittliche Niederschlagsmenge liegt bei 2099 mm im Jahr.
|                   | Jan  | Feb  | Mär  | Apr  | Mai  | Jun  | Jul  | Aug  | Sep  | Okt  | Nov  | Dez  |   |      |
| Temperatur (°C)   | 22,3 | 22,1 | 20,8 | 18,4 | 14,9 | 13,5 | 12,7 | 14,4 | 15,6 | 17,9 | 19,3 | 21,3 | Ø | 17,8 |
| Niederschlag (mm) | 215  | 190  | 162  | 153  | 140  | 148  | 176  | 146  | 184  | 225  | 173  | 187  | Σ | 2099 |

## Geschichte
Die Gemeinde ist geprägt von deutschen Einwanderern, die sich 1856 in der Provinz São Pedro do Rio Grande do Sul ansiedelten. Es handelte sich überwiegend um Siedler katholischen Glaubens aus der Gegend des Hunsrück (Riograndenser Hunsrückisch), an protestantische Lutheraner Grundstücke zu verkaufen, wurde in dieser Region vermieden. Später folgten Italiener und Portugiesen, in geringer Zahl auch Syro-Libanesen und einige Afrobrasilianer, die heute nur etwa 7 % der Bevölkerung ausmachen. Die Ansiedlung war zeitweise als „Kappesberg“ bekannt.
Der erste befahrbare Weg – gebaut von einem belgischen Unternehmen – wurde 1881 eröffnet. Aus dem Weg wurde später die BR-470, die Ort und Gemeinde durchläuft. Eine 1909 in Betrieb genommene Eisenbahnstrecke, die zunächst Montenegro mit Caxias do Sul verband und der Gemeinde als  Estação São Salvador zu wirtschaftlichem Aufschwung verhalf, wurde 1976 stillgelegt. Der 93 Meter lange krummlinige Tunnel der Bahnstrecke Linha Bonita Alta ist erhalten und heute eine Touristenattraktion.
Stadtrechte erhielt die Gemeinde mit gleichzeitiger Ausgliederung aus Montenegro durch das Lei Estadual n.º 4.577 vom 9. Oktober 1963.
1988 fanden Gebietsreformen statt, die zu Gebiets- und Bevölkerungsverlusten führten. Zunächst wurde der Distrikt Poço das Antas durch das Lei Estadual n.º 8.630 vom 12. Mai 1988 zur selbständigen Gemeinde Poço das Antas ausgegliedert, mit dem Lei Estadual n.º 8.635 vom gleichen Tag folgten die Distrikte Barão und Boa Vista, die sich zum Munizip Barão bildeten. Danach war die Gemeinde geteilt in die verbleibenden vier Distrikte Distrito de Salvador do Sul, dem Sitz des Munizips, den Distrito de Campestre Baixo, den Distrito de Dom Diogo und den Distrito de Linha Comprida.

## Demografie

### Bevölkerungsentwicklung
| Jahr | Einwohner | Stadt | Land   |
| --- | --------- | ----- | ------ |
| 1970 | 15.213    | 1.174 | 14.039 |
| 1980 | 14.326    | 1.957 | 12.369 |
| 1991 | 8.388     | 2.713 | 5.675  |
| 2000 | 6.913     | 3.192 | 3.721  |
| 2010 | 6.747     | 4.009 | 2.738  |
| 2021 | 7.975     | ?     | ?      |
| Hier fehlt eine Grafik, die leider im Moment aus technischen Gründen nicht angezeigt werden kann. Wir arbeiten daran! |           |       |        |

Quelle: IBGE (2011)

## Kommunalpolitik
Bei der Kommunalwahl 2020 wurde Marco Aurelio Eckert des Movimento Democrático Brasileiro (MDB) mit 2892 oder 62,84 % der gültigen Stimmen für die Amtszeit von 2021 bis 2024 zum Stadtpräfekten (Bürgermeister) gewählt.
Die Legislative wird von einem neunköpfigen Stadtrat, der Câmara de Vereadores, ausgeübt.

## Wirtschaft
Wirtschaftlich lebt die Gemeinde hauptsächlich von der Hühner- und Rinderzucht sowie Fischzucht und Anbaukulturen wie Schwarz-Akazie und Eukalyptus. Die Gemeinde ist der größte Produzent von Eiern und Truthähnen im Bundesstaat. Daneben haben sich Unternehmen der Kunststoff-, Schuh-, Möbel-, Glasfaser-, Metallfassungs- und Drahtindustrie sowie die Papier- und Kartonverpackungsindustrie im geringen Ausmaß angesiedelt.

## Städtepartnerschaft
Seit dem 9. Oktober 2013 besteht eine Gemeindepartnerschaft mit Dickenschied im Rhein-Hunsrück-Kreis in Rheinland-Pfalz, da viele der ersten Kolonisten aus dem Hunsrück stammten.

## Persönlichkeiten

### Söhne und Töchter der Gemeinde
- Jaime Pedro Kohl (* 1954), römisch-katholischer Ordensgeistlicher und Bischof von Osório
- Liro Vendelino Meurer (* 1954), römisch-katholischer Geistlicher und Bischof von Santo Ângelo

### Persönlichkeiten mit Bezug zur Gemeinde
- Johannes Rick (1869–1946), österreichischer, römisch-katholischer Priester und Mykologe (starb in Salvador do Sul)
- Cláudio Hummes (1934–2022), Franziskanerpriester, Bischof und Kardinal (aufgewachsen im ehemaligen Distrito de Estação São Salvador von Montenegro)